# Bieliny (gmina)
Pour les articles homonymes, voir Bieliny.
La gmina de Bieliny est une commune rurale de la voïvodie de Sainte-Croix et du powiat de Kielce. Elle s'étend sur 88,22 km2 et comptait 11.130 habitants en 2019. Son siège est le village de Bieliny qui se situe à environ 21 kilomètres à l'est de Kielce.

## Villages
La gmina de Bieliny comprend les villages et localités de Belno, Bieliny, Bieliny Poduchowne, Czaplów, Górki Napękowskie, Huta Podłysica, Kakonin, Lechów, Makoszyn, Napęków, Nowa Huta, Porąbki, Stara Huta, Stara Huta-Koszary et Szklana Huta.

## Gminy voisines
La gmina de Bieliny est voisine des gminy de Bodzentyn, Daleszyce, Górno, Łagów et Nowa Słupia.